# Schistomeringos japonica
Schistomeringos japonica är en ringmaskart som först beskrevs av Annenkova 1937.  Schistomeringos japonica ingår i släktet Schistomeringos och familjen Dorvilleidae. Inga underarter finns listade i Catalogue of Life.